# Còlob vermell del delta del Níger
El còlob vermell del delta del Níger (Piliocolobus epieni) és una espècie de mico colobí. Entre el 1993, quan se'l descobrí científicament, i el 2007/2008 se'l considerà una subespècie del còlob vermell occidental (Piliocolobus badius) i més recentment del còlob vermell de Pennant (Piliocolobus pennantii), amb el nom trinomial de Procolobus badius epieni o Procolobus pennantii epieni. Colin Groves el reconegué com a espècie a part l'any 2007, tot i que Groves considerava que tots els còlobs vermells pertanyien al gènere Piliocolobus, en lloc de Procolobus. Altres autors, en canvi, consideren que Piliocolobus és un subgènere de Procolobus.